# Sonata para piano n.º 5 (Mozart)

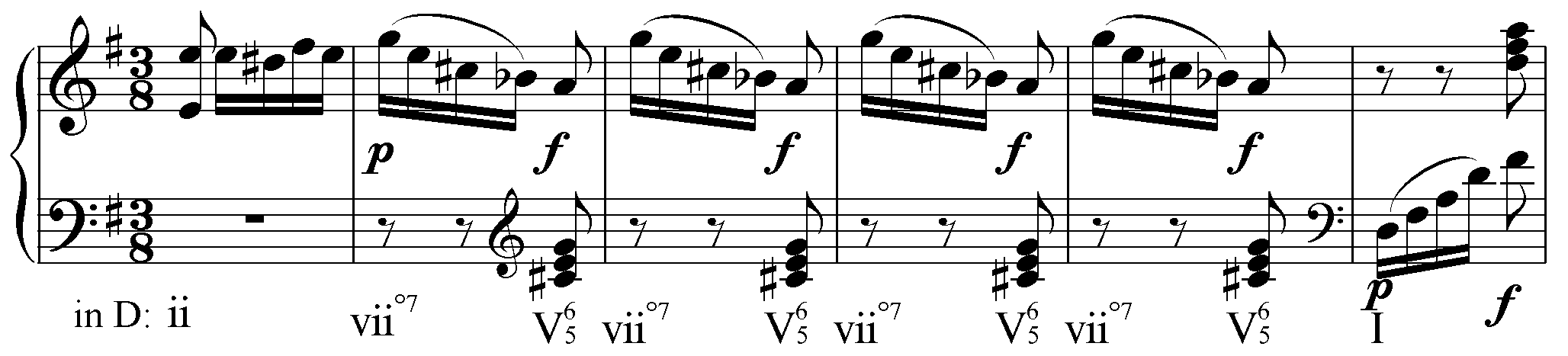
Sonata para piano n.º 5 en sol mayor, K. 283/189h, de Wolfgang Amadeus Mozart

La Sonata para piano n.º 5 en sol mayor, K. 283/189h, de Wolfgang Amadeus Mozart consta de tres movimientos:
1. Allegro
2. Andante
3. Presto

Manteniendo su influencia haydniana, el autor le brinda toda su personalidad a la obra al comenzarla con una dulzura y una ternura típicamente mozartianas. También se reconocen en el comienzo las cuatro notas repetidas en el Andante que se pueden observar en el Larghetto del Concierto para piano y orquesta n.º 26 (Krönungs-Konzert).